# キリスト三職務
キリストの三職務（キリストのさんしょくむ、munus triplex）とは、イエス・キリストの三職務についての、キリスト教の教理であり、旧約聖書を根拠とする教えである。
改革派教会においては、この神学はエウセビオスが唱え、ジャン・カルヴァンが発展させたとされるが、カルヴァン主義を認めない教派においても、この三職務の整理は用いられる。
この三職務の教えによれば、イエス・キリストには、預言者（申命記18:14-22）、祭司（詩篇110:1-4）、王（詩篇2）の三つの務めがあるとされる。この務めに際して旧約において油が注がれた。救い主、メシアの語は油注がれた者を意味している。

## 西方教会

### 改革派教会
ジャン・カルヴァンは『キリスト教綱要』2.15でキリストの三つの務めについて教えている。また『ハイデルベルク信仰問答』問い31、『ウェストミンスター信仰告白』8章でも告白されている。

### ルーテル派
マルティン・ルターは2職とした。

## 東方教会

### 正教会
正教会でも旧約において選ばれた人々の働きに予象されたハリストス（キリスト）の三職が言及される。
19世紀ロシアでモスクワ府主教マカリイ1世が著した『正教定理神学』（ロシア語: Православно-догматическое богословие, 英語: Orthodox Dogmatic Theology）に、「預言職」「祭司職」「王職」として挙げられて説明されている。また、2008年に出版された"The Orthodox Study Bible"（正教聖書註解、234頁）にも、Prophet（預言者）、Priest（司祭）、King（王）というハリストスの三職が、旧約において予象されていた事について説明されている。